# Miarinarivo
Miarinarivo   este un oraș  în  partea centrală a Madagascarului. Este reședința regiunii Itasy.